# Senecio nivalis
Senecio nivalis là một loài thực vật có hoa trong họ Cúc. Loài này được (Kunth) Cuatrec. miêu tả khoa học đầu tiên năm 1950.